# Donald Duck Couak Attack
Donald Duck Couak Attack, stylisé Donald Duck: Cou@k Att@ck ?*!, également intitulé Donald Duck: Goin' Qu@ckers en Amérique du Nord, est un jeu vidéo de plates-formes développé par Ubisoft Montréal et Disney Interactive, publié par Ubi Soft Entertainment, originellement publié en 2000 sur PC ainsi que sur consoles Dreamcast, Nintendo 64, PlayStation, et Game Boy. Le jeu est réédité et publié en 2002 sur consoles PlayStation 2 et GameCube.

## Scénario
L'histoire implique Donald et Gontran, tous les deux invités chez Géo Trouvetou, regardant un reportage de Daisy Duck tentant de découvrir les mystérieux plans du maléfique magicien Merlock dans son royaume. Alors qu'elle tente de tirer quelques images, elle se fait kidnapper par Merlock. Son rival de toujours Gontran veut tenter de trouver la reporter avant Donald, et décide d'utiliser la nouvelle invention de Géo, le « téléporteur », et ainsi de la libérer des griffes de Merlock. Cependant, une pièce est manquante sur la machine, et pour la faire de nouveau marcher, Donald doit utiliser quatre téléporteurs différents et récupérer les sphères pour actionner chacune des machines et grimper de niveau. Sur son chemin, il doit récupérer les jouets de Riri, Fifi et Loulou et combattre quelques boss tels que Les Rapetou et Miss Tick. À la fin, Donald doit être capable de localiser Merlock et de libérer Daisy. Le temple s'écroule, mais Géo est capable de les téléporter hors de danger grâce à un baiser de Daisy.

## Système de jeu
La jouabilité de Donald Duck: Couak Attack est similaire à celle de Crash Bandicoot, et permet au joueur de jouer à travers quatre environnements variés (la forêt, la ville, le manoir et le temple), en parcourant et en sautant les obstacles (et sur certains ennemis). Le point de vue des niveaux varie entre un scrolling horizontal en 2D et une perspective en 3D. Parcourir à nouveau les niveaux pour battre le temps chronométré de Gontran donne au joueur certains avantages. La durée de vie est prolongée grâce aux différentes icônes qui apparaissent dans les niveaux dont des étoiles de différentes couleurs, des vies additionnelles et des milkshakes qui rendent Donald hyperactif ou heureux (lorsque le joueur a été touché par un ennemi une première fois). Quatre boss de fin de niveau sont inclus dans le jeu -Bernadette, Les Rapetou, Miss Tick et Merlock- que le joueur doit vaincre pour passer obligatoirement au niveau suivant. Également, un niveau bonus a été inclus à chaque niveau dans lequel une course-poursuite avec Donald s'enfuit.

## Développement
Donald Duck Couak Attack est développé en 2000 par Ubisoft Montréal en collaboration avec Disney Interactive, à la mémoire de Carl Barks décédé la même année. Les versions pour Nintendo 64, Dreamcast, PC et PlayStation sont développées à partir d'un moteur de jeu similaire à celui de Rayman 2. Graphiquement modifié, le jeu est réédité et publié en 2002 sur consoles PlayStation 2 et GameCube.

## Distribution

### Voix originales
- Tony Anselmo : Donald Duck
- Tress MacNeille : Daisy Duck
- Corey Burton : Gladstone Glander / Merlock
- Frank Welker : Gyro Gearloose / Beagle Boy
- Russi Taylor : Huey, Dewey & Louie
- June Foray : Magica De Spell

### Voix françaises
- Sylvain Caruso : Donald Duck
- Jean-Claude Donda : Géo Trouvetou
- Sybille Tureau : Daisy Duck
- Jean Topart : Merlock
- Charles Pestel : Riri
- Alexis Tomassian : Fifi
- Donald Reignoux : Loulou

## Donald Duck Advance

Logo de Donald Duck Advance.

Donald Duck Advance est une réédition du jeu original sur plateforme Game Boy Advance. La version du jeu est également éditée et distribuée par Disney Interactive et Ubisoft, respectivement. Il est publié le 15 décembre 2001 en Amérique du Nord, le 16 novembre 2001 en Europe et le 21 décembre 2001 au Japon. Le jeu est noté « E » par l'ESRB (tout public), et « 3 ans et plus » par l'ELSPA. Le jeu compte 18 niveaux et des sauvegardes par mot de passe.

## Accueil
Donald Duck Couak Attack est accueilli d'une manière mitigée selon le site généraliste Metacritic, qui donne une moyenne agrégée de 71 % à la version Dreamcast, 65 % à la version PlayStation, 65 % à la version Nintendo 64, de 73 % à la version PlayStation 2, et de 61 % à la version GameCube.
Jon Thompson du site AllGame considère la version PlayStation 2 comme particulièrement amusante ; il attribue une note de 3,5 sur 5 à la version PlayStation 2, 3 sur 5 à la version Game Boy Advance et 2,5 sur 5 à la version GameCube. Gerald Villoria de GameSpot félicite la version GameCube du jeu pour sa bande-son. Le site attribue une note de 6,2 sur 10 à la version GameCube, de 6 sur 10 à la version PlayStation 2 et de 5,9 sur 10 à la version Dreamcast.
Craig Harris d'IGN félicite la version Game Boy Color du jeu pour ses graphismes, mais se trouve insatisfait de la longueur du jeu. Il attribue au jeu une note de 8 sur 10.